# Agrilus horni
Agrilus horni är en skalbaggsart som beskrevs av Charles Kerremans 1900. Agrilus horni ingår i släktet Agrilus och familjen praktbaggar. Inga underarter finns listade i Catalogue of Life.